# Ruda (Skierniewice)
Ruda – osiedle mieszkaniowe w północno-wschodniej części miasta Skierniewic. Osiedle dołączono do granic administracyjnych Skierniewic w latach osiemdziesiątych XX wieku.

## Charakter osiedla
Osiedle Ruda przede wszystkim charakteryzuje się zabudową domów jednorodzinnych. Jednakże  na osiedlu znajduje się kilka bloków mieszkalnych wybudowanych w latach sześćdziesiątych XX wieku.
Ruda położona jest w dzielnicy Skierniewice Rawka.
Osiedle graniczy z Bolimowskim Parkiem Krajobrazowym w północnej części.

## Komunikacja
Osiedle posiada bezpośrednie połączenia Komunikacji Miejskiej z centrum miasta, oraz z dzielnicą Widok,Zadębiem i osiedlami Starbacicha, Feliksów, Halinów - linie MZK Skierniewice 5,10.
Osiedle zlokalizowane jest blisko przystanku kolejowego Skierniewice Rawka.